# Apeadero de Marim
Nota: No confundir con el Apeadero de Castro Marim, también situado en la Línea del Algarve
El Apeadero de Marim es una plataforma ferroviaria desactivada de la Línea del Algarve, que servía a las localidades de Marim y Quelfes, en el ayuntamiento de Olhão, en Portugal.

## Historia

### Planificación, construcción e inauguración
Una ordenanza del 21 de marzo de 1902 aprobó los proyectos y las obras para la segunda fase de la construcción del tramo de la Línea del Sur, entre Faro y Vila Real de Santo António; en este proyecto figuraba, entre otras infraestructuras, la construcción de este apeadero, cuya contrato fue lanzado el 24 de marzo del año siguiente, por parte de la Dirección de Sur y Sudeste de los Ferrocarriles del Estado.
Este apeadero fue inaugurado, junto con el tramo donde se inserta, entre Olhão y Fuseta, el 1 de septiembre de 1904.
En 1905, tenía sido ordenada la construcción de un muelle de carga en este apeadero, con los correspondientes ramais ferroviario y de transporte.

### sigloXXI
En 2009, António Gamboa, candidato del PCTP/MRPP para el Ayuntamiento de Olhão, defendió la construcción de una estación ferroviaria subterránea en esta localidad; el túnel de acceso se inició junto al Apeadero de Marim.